# 칸타빌레 날아오르다
《칸타빌레 날아오르다》는 음악을 사랑하는 청춘들의 성장 이야기를 담은 음악 리얼리티 다큐멘터리로, 2025년 2월 1일부터 왓챠, 티빙, 웨이브 그리고 IPTV를 통해 공개되고 있다.

## 개요

### 연출 의도
예술이 인생의 전부라고 여기며 살아가는 이들이 있다. 그들에게 예술은 단순한 취미나 직업이 아니라, 없어서는 안될 삶의 이유다. 예술가로서의 첫 걸음을 뗀 ‘청년예술인’들도 그 마음만큼은 여느 거장들과 같다.
청년예술인은 끊임없이 상상하고 꿈꾸지만, 동시에 현실의 벽과 마주하게 된다. 각자의 환경에서 겪는 다양한 갈등과 예술을 향한 험난한 여정은, 그들의 꿈은 좌절되게 하고 타협하게 하기도 한다.
이 작품은 그 수많은 난관에도 꿈을 놓지 않고 계속해서 나아가는 청년예술인들의 열정을 담았다. 그저 바라만 보던 꿈의 무대를 직접 만들어가는 그들의 모습을 통해서 꿈을 향한 열정과 의지, 희망의 에너지를 전한다.
어떠한 상황에도 끝없이 나아가는, “결말이 없는 청년예술인들의 이야기”가 결과가 아닌 과정에서 얻는 가치를 말하고 있다. 우리는 꿈을 향한 여정이 단순히 부와 명예를 위한 것이 아니라, 그 과정에서 자신을 발견하고 세상과 마주하는 힘을 얻기 위함이라는 것을 증명하고자 한다.

## 스태프
- 출연진

| 주연       | 이요한     |
| 주연       | 유예진     |
| 주연       | 이지석     |
| 건반       | 오창근     |
| 건반       | 권다현     |
| 기타       | 김채현     |
| 베이스     | 이휘원     |
| 드럼       | 하성민     |
| 첼로       | 정민호     |
| MC         | 장시현     |
| 치어리딩팀 | 유니스     |
| 뮤지컬팀   | 무차초     |
| 댄스팀     | 썬데이메이 |

- 제작진

| 연출                       | 김경태 |
| 연출                       | 박민영 |
| 조연출                     | 유수연 |
| 조연출                     | 조혜윤 |
| 작가                       | 김미소 |
| 서브작가                   | 배진희 |
| 서브작가                   | 오민지 |
| 제작                       | 김나영 |
| 제작부                     | 김재연 |
| 제작부                     | 조은애 |
| 제작부                     | 이진희 |
| 촬영                       | 김남범 |
| 촬영부                     | 박상우 |
| 촬영부                     | 왕영인 |
| 촬영부                     | 김민서 |
| 촬영부                     | 김미성 |
| 촬영부/공연부              | 박태범 |
| 중계촬영                   | 박진영 |
| 중계촬영부                 | 이수빈 |
| 중계촬영부                 | 우경태 |
| 중계촬영부                 | 김민규 |
| 중계촬영부                 | 엄예빈 |
| 중계촬영부                 | 엄성현 |
| 동시녹음/중계기술          | 최병선 |
| 동시녹음팀/중계기술        | 송여진 |
| 현장음향                   | 조건희 |
| 현장음향팀                 | 김해원 |
| 현장음향팀                 | 김주철 |
| 현장음향팀                 | 이종원 |
| 현장음향팀                 | 김형욱 |
| 후반음향                   | 이상현 |
| 후반음향팀                 | 이민선 |
| Dolby Atmos Mixer          | 최명경 |
| 조명/동시녹음팀            | 조정석 |
| 조명팀/동시녹음팀/중계기술 | 문정은 |
| 무대조명                   | 장재준 |
| 무대조명서브오퍼레이터     | 김다인 |
| 디자이너                   | 김하늘 |
| 디자인팀                   | 최하은 |
| 디자인팀                   | 심영혁 |
| DI/중계촬영부              | 김노현 |
| 홍보                       | 김혜윤 |
| 홍보팀                     | 황수정 |
| 홍보팀                     | 최희영 |
| 공연                       | 이가현 |
| 공연부                     | 한유진 |
| 공연부                     | 이용규 |
| 중계기술                   | 김효진 |
| 중계기술                   | 황인영 |
| 중계보조                   | 고혜린 |
| 무대디자이너               | 박도은 |
| 무대제작팀                 | 권민서 |
| 무대제작팀                 | 박다경 |
| 의상                       | 조하연 |

## 같이 보기
- 다큐멘터리